# Silvinho Peccioli
Sílvio Roberto Cavalcanti Peccioli (Santos, 3 de janeiro de 1958) conhecido como Silvinho Peccioli é um advogado e político paulista, com atuação no município de Santana de Parnaíba.

## Biografia
É formado pela Fundação Instituto de Ensino para Osasco (UNIFIEO). Na área jurídica, foi procurador e chefe da Gerência de Assuntos Jurídicos da Companhia de Engenharia de Tráfego, de São Paulo, de 1982 a 1996.

## Vida Política
No Legislativo, foi eleito pelo Partido do Movimento Democrático Brasileiro (PMDB) vereador em Santana de Parnaíba, aonde ocupou o cargo no período de 1993 a 1996
Foi eleito para a 56ª Legislatura da Câmara dos Deputados do Brasil pelo Partido da Frente Liberal (PFL), nas eleições estaduais em São Paulo em 2006 e exerceu a função como deputado federal entre os anos de 2007 e 2008. Participou como titular da Comissão de Constituição e Justiça e de Cidadania (CCJC) e suplente das Comissões de Meio Ambiente e Desenvolvimento Sustentável (CMADS) e Finanças e Tributação (CFT). Além disso, participou de outras seis Comissões Especiais.
No Executivo, foi prefeito de Santana de Parnaíba por três gestões: 1997 a 2000 pelo Partido do Movimento Democrático Brasileiro (PMDB); 2000 a 2004 pelo Partido da Frente Liberal (PFL) e 2008 a 2012 pelo  Democratas (DEM).
Na segunda vez em que se elegeu prefeito, Silvinho obteve 95,46% dos votos válidos, uma das maiores votações do país, em proporção ao número de eleitores.
Candidato a prefeito de Santana de Parnaíba na eleição de 2012 não conseguiu ser re-eleito. Voltou a ser candidato na eleição suplementar de 2013 não tendo sido eleito. Concorreu ao pleito municipal de 2016 e não obteve sucesso.